# Gojak
Gojak je nenaseljeni hrvatski jadranski otočić. Pripada Korčulanskom otočju, u Pelješkom kanalu, a nalazi se oko 2 km od Orebića. Katastarski je u sastavu grada Korčule.
Njegova površina iznosi 0,04 km². Dužina obalne crte iznosi 0,83 km.